# Rosacea
För andra betydelser, se Rosacea (olika betydelser).
Rosacea är ett kroniskt och inflammatoriskt sjukdomstillstånd som vanligen uppträder som vuxenakne, men som också kan drabba ögonen (okulär rosacea) eller ge förgrovad näsa (rinofyma). Dessa tre varianter kan uppträda var för sig eller, oftare, tillsammans. Sjukdomen uppkommer som regel efter 30 års ålder men kan även förekomma flera år tidigare. Sjukdomen är kronisk, men uppkommer i skov.

## Orsaker och epidemiologi
Rosacea beror på en inflammation, men är inte bakteriell. Troligen uppkommer sjukdomen till följd av förändringar i blodkärlen, och det finns en ärftlig komponent i uppkomsten.
Uppkomsten av rosacea kan definieras som en inflammatorisk reaktion på en normal miljö, och personer med rosacea har visat sig ha större mängd toll-like receptor 2 (TLR2) i huden än friska och personer med psoriasis eller atopiskt eksem. TLR2 påverkar keratinocyterna i huden, och rosacea verkar därför bero på en förändrad kalciumberoende utsöndring av kallikrein 5 (KLK5) från keratinocyterna. Detta skulle kunna förklara att rosacea förvärras av flera utlösande faktorer (mat, solljus, stress, menstruation, med mera). Personer med rosacea tycks ha ett större antal demodex-kvalster på huden, vilket antyder att detta kan vara en delförklaring till sjukdomen. En möjlig, men ifrågasatt, hypotes är att kvalstret bär på bacillus oleronius som i så fall skulle orsaka sjukdomen (och som svarar på den antibiotiska behandlingen mot sjukdomen). Detta skulle omdefiniera rosacea som en bakteriell sjukdom, trots allt. Dock är denna teori inte allmänt vedertagen. Däremot är det vedertaget att kvalstret spelar  roll för sjukdomens uppkomst, men hur är ännu omdebatterat.
Rosacea drabbar ungefär 10 % av befolkningen, och bryter sällan ut före 30 års ålder. Det drabbar oftare personer av nordeuropeiskt ursprung. Kvinnor drabbas oftare än män, men de män som drabbas får oftare fymatös rosacea.

## Symtom och varianter
Rosacea kallas ibland vuxenakne efter dess vanligaste symtom: finnar. Till skillnad från tonårsfinnar uppträder inte rosacea med pormaskar. Aknen kan vara lokaliserad var som helst i ansiktet, men sällan på kroppen i övrigt. Vid rosacea kan också finnas en rodnad i ansiktet eller delar av ansiktet. Finnarna kan vara ytliga (papuler) eller djupa (pustler).
Till följd av tillväxt av talgkörtlarna kan, vanligen män, få rinofyma, en förgrovad näsa. Ögonrosacea kan ge torra ögon, rinnande ögon, röda ögon, synförändringar och smärta.
Rosacea kan uppkomma i olika varianter, vilka kan uppkomma tillsammans eller enskilt:
- Erytematotelangiektatisk rosacea, som uppträder som ständigt rodnad (erytem) i delar av ansiktet.
- Papulopustular rosacea, som uppträder med ytliga eller djupa finnar med eller utan erytem.
- Fymatös rosacea, som uppträder med förtjockad hud och oregelbundna noduler (hudknölar). Det kan drabba näsan (rinofyma), pannan, kinderna, öronen eller hakan.
- Okular rosacea, som yttrar sig i inflammationer i ögonen eller ögonlocken, och drabbar ungefär 58 % av fallen.
- Granulomatös rosacea, som yttrar sig i hårda bruna, röda eller gula knölar eller knottror. Varianten är inte inflammatorisk.

Förutom de fysiska besvären, kan rosacea ge psykiska besvär till följd av hur utseendet förändras.

## Förvärrande faktorer
Rosacea kan snabbt förvärras vid användning av irriterande utvärtes produkter eller av annat som kan orsaka irritation eller öka blodkärlsgenomströmningen till ansiktet. Personer som har rosacea bör därför försöka minimera sådant som kan förvärra tillståndet, till exempel sol, alkohol, stark mat som peppar, capsaicin, kaffe och stress. Endast milda hudvårdsprodukter speciellt framtagna för känslig hud bör användas. Vid vistelse i sol bör solskyddskräm innehållande zinkoxid eller titandioxid användas.
Det är olika för olika individer hur huden irriteras och av vad. Vissa individer hjälps av uttorkande preparat, andra kräver återfuktande preparat. En del individer kan på grund av bristande produktion av tårvätska behöva använda fuktande ögondroppar. Apoteket kan ge grundläggande råd. Fel preparat ger snabbt försämring av rosacea.
Många antiakne- och antirynkbehandlingar är alldeles för starka för rosaceahuden och kan förvärra sjukdomen. Behandlingar som microdermabrasion, kemisk peeling, geler som innehåller tretinoin, bensoylperoxid eller alkoholer bör undvikas av personer med känslig rosaceahy. Även starka kortisonkrämer kan framkalla rosacea.
En del individer reagerar även negativt på ansiktsbehandlande hudvårdsprodukter innehållande petroleumprodukter.
Det är statistiskt klarlagt att fler kvinnor än män drabbas av rosacea.
Svår rosacea kan vara jobbig för den drabbade och ge upphov till depressioner på grund av de skador av den kroniska inflammationen kan förorsaka.

## Behandling
Det är endast en mindre andel av patienter med rosacea som söker läkare för behandlingen. Flera receptbelagda geler/krämer finns på apoteket och hjälper inte detta brukar man behandla med antibiotikum – så kallade tetracykliner – eller isotretinoin. Behandlingen har i första hand effekt mot knottrorna och varplitorna, men påverkar bara rodnaden och de ytliga blodkärlen i mindre grad. Apoteket säljer numera även receptfri kräm med den aktiva substansen metronidazol som kan lindra rosacea. Verkningsmekanismen för metronidazol i behandlingen av rosacea är för närvarande okänd. Metronidazol är ett antibiotikum men man anser att det inte är den antibiotiska effekten som hjälper då det inte ens anses vara bakterier som ger upphov till rosacea. Möjligen är det den antiinflammatoriska effekten på den rodnande huden som upplevs som en förbättring.
Azelinsyra har rosacea som behandlingsindikation och är att föredra hos personer som utöver rosacea dessutom har fet hy och pormaskar, något som annars inte är typiskt för rosacea men kan förekomma ifall anlag för akne finns samtidigt. Preparatet är milt keratolytiskt, det vill säga har en lätt avfjällande effekt på det övre hudlagret.
Tetracykliner (en grupp antibiotika) i kapselform ges framgångsrikt som systemisk behandling vid rosacea liksom vid akne, dock är behandlingslängden och dosen olika. Orsaken till att antibiotika hjälper är inte klarlagd, men förbättringen anses bero på att tetracyklinerna har en effekt mot inflammationen i huden, och inte mot någon specifik bakterie. Doxycyklin är ett tetracyklin och har visat sig vara effektivt mot framförallt rodnaden i ansiktet och innehåller inte lika mycket antibiotika som andra läkemedel i tetracyklinfamiljen kan göra, utan fokuserar framförallt på inflammationen i huden. Merparten av de doxycyklin‐patienter som har ingått i kliniska studier upplevde klara förbättringar efter tre veckors behandling, med fortsatt successiv förbättring under den resterande behandlingstiden.
Isotretinoin är ett licenspreparat med vilket man behandlar främst svår nodulocystisk akne. I lägre dos kan även svår rosacea behandlas med isotretinoin. Endast hudläkare med licens kan skriva ut isotretinoin. Under behandlingen måste blodprover lämnas regelbundet då behandlingen kan ge förhöjda levervärden. Gravida kvinnor får inte behandlas med preparatet och inte heller kvinnor som tänker bli gravida då isotretinoin kan ge allvarliga fosterskador.
Olika typer av lasertekniker speciellt utvecklade för att riktas mot blodkärl kan ofta effektivt bleka en rodnad hud och ytliga blodkärl.